# Icterus cayanensis
Icterus cayanensis là một loài chim trong họ Icteridae.